# Eis-zwei-Geissebei

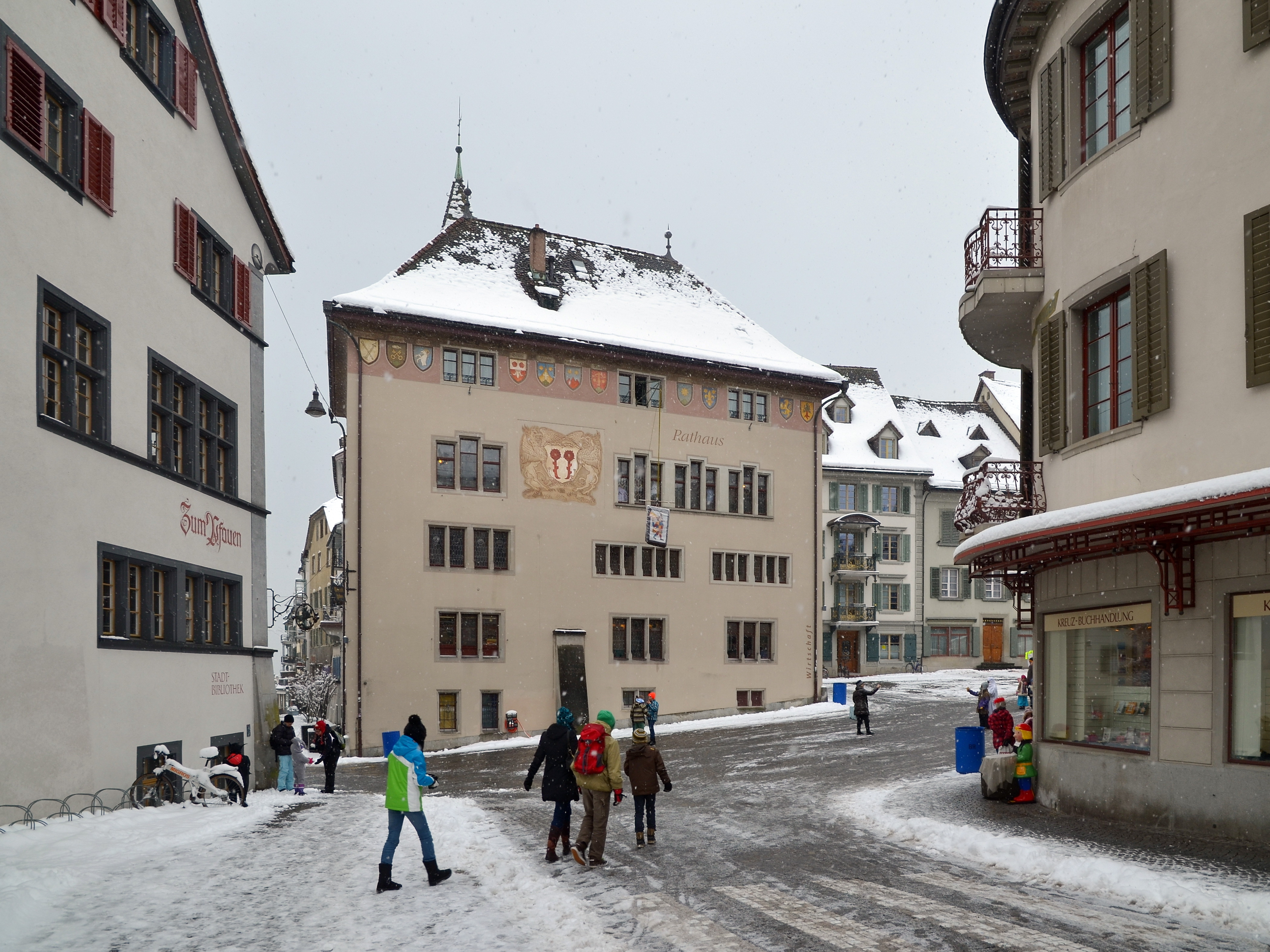
Das Rathaus beim Hauptplatz vor Beginn des Festes

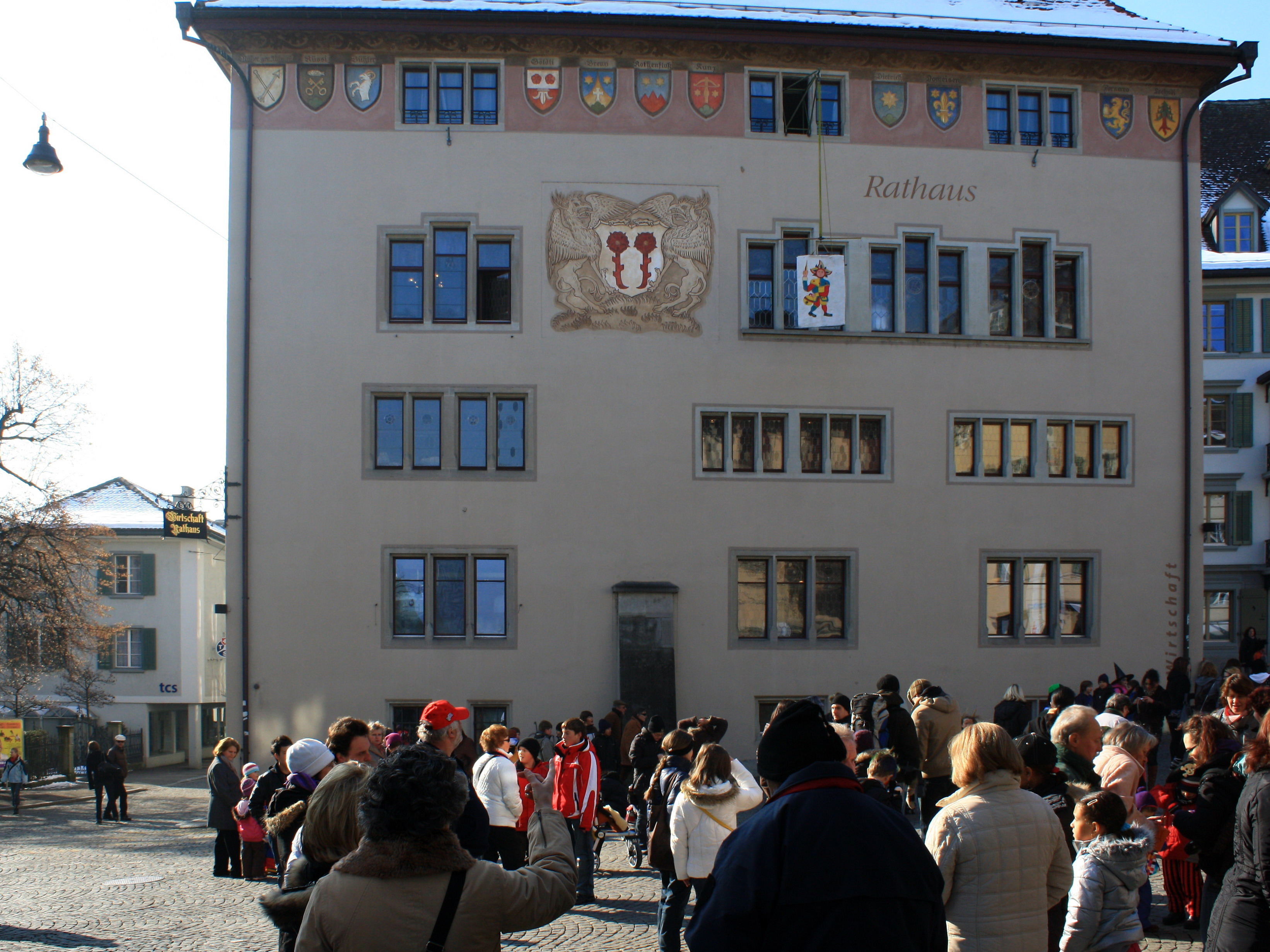
Rathaus vom Hauptplatz

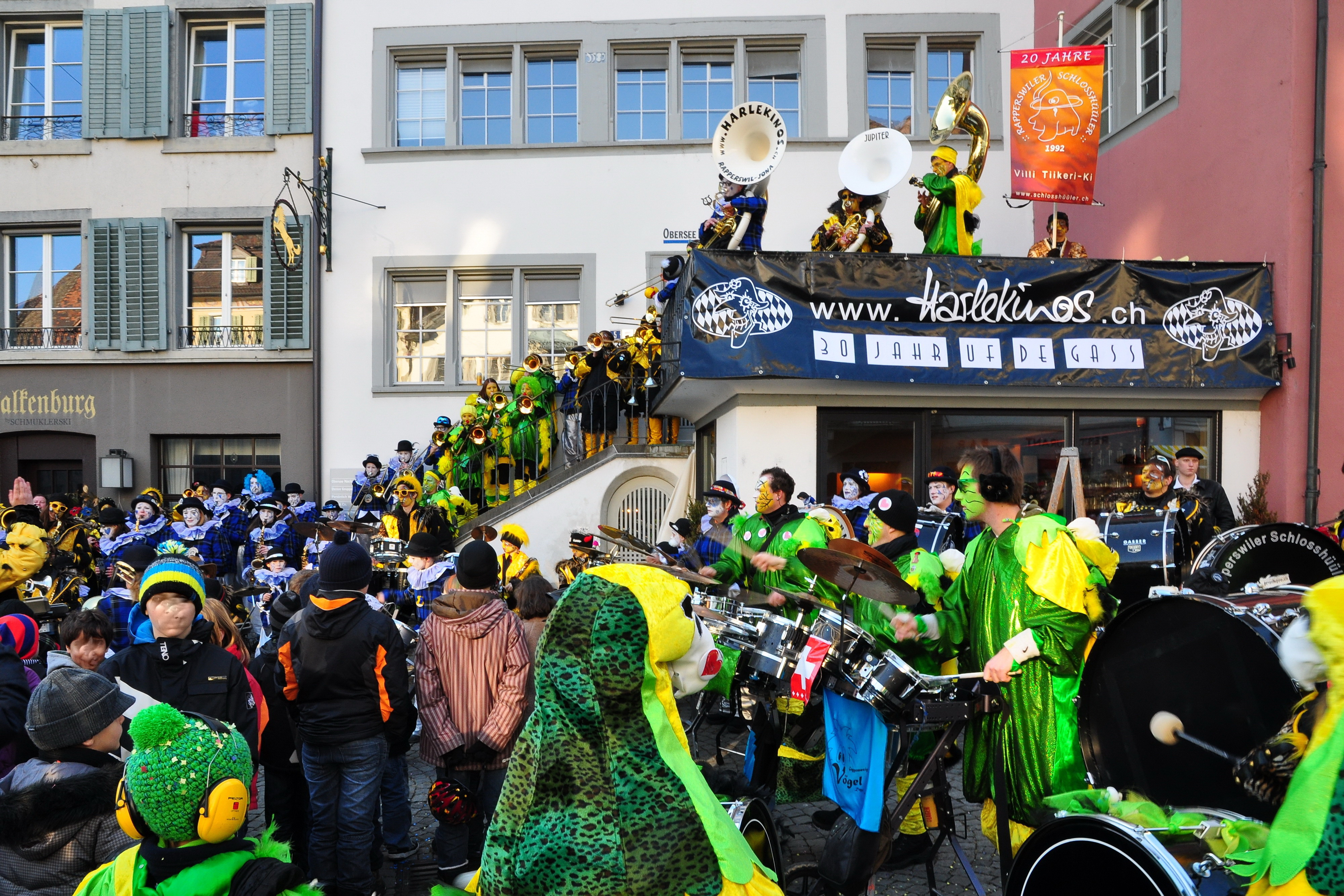
Konzert der Guggenmusik-Ensembles zum Ende der Veranstaltung

Eis-zwei-Geissebei ist ein Fasnachts-Brauch und Kinderfest beim Rathaus im Herzen der Altstadt von Rapperswil, einer Ortschaft in der Schweizer Gemeinde Rapperswil-Jona im Kanton St. Gallen.

## Geschichte
Seit wann der Brauch jeweils am Fasnachtsdienstag praktiziert wird, lässt sich nicht mehr eruieren. Zurückgehen soll das Kinderfest auf die Belagerung und Brandschatzung von Rapperswil am 24. Februar 1350 durch Rudolf Brun, als mitleidige und wahrscheinlich die wohlhabenden Stadtbürger den hungrigen Kindern armer Mitbürger Nahrungsmittel aus den Fenstern ihrer Häuser gereicht haben sollen.

## Ablauf
Während die Mitglieder des Stadtrates von Rapperswil (auch seit der Fusion der beiden Stadtteile) das traditionelle Herrenessen im Rathaus mit Ehrengästen und Kabarettprogramm veranstalten, versammeln sich üblicherweise ab 14.00 Uhr Hunderte von Kindern jeglichen Alters, meist mit ihren Eltern, auf dem Hauptplatz vor dem Rathaus zur Austeilete. Exakt um 15.15 Uhr gemäss Zytturm des Schlosses, öffnen sich die Fenster des Ratssaals im zweiten Obergeschoss und eine Fanfare ertönt. Auf die Frage: Sind alli mini Buebe doo?, ertönt die vielstimmige Antwort: Joo! Eis – zwei – Geissebei!, und die Ratsmitglieder werfen Cervelats, Weggli und Biberli aus den Saalfenstern hinunter zu den Kindern auf dem Hauptplatz. Währenddessen fordern die Ratsleute die Kinder mit 'lockenden' Gesten und Schwenken der Würste während rund einer halben Stunde auf, ihre Rufe zu wiederholen. Je lauter der Ruf erschallt, desto mehr Leckerli werfen die Ratsleute den Kindern zu, zuweilen sehr gezielt den andauerndsten Rufern ganze Ketten von Würsten, grössere Mengen von Brötchen (Weggli) und Süssigkeiten, die sogenannten Biberli.

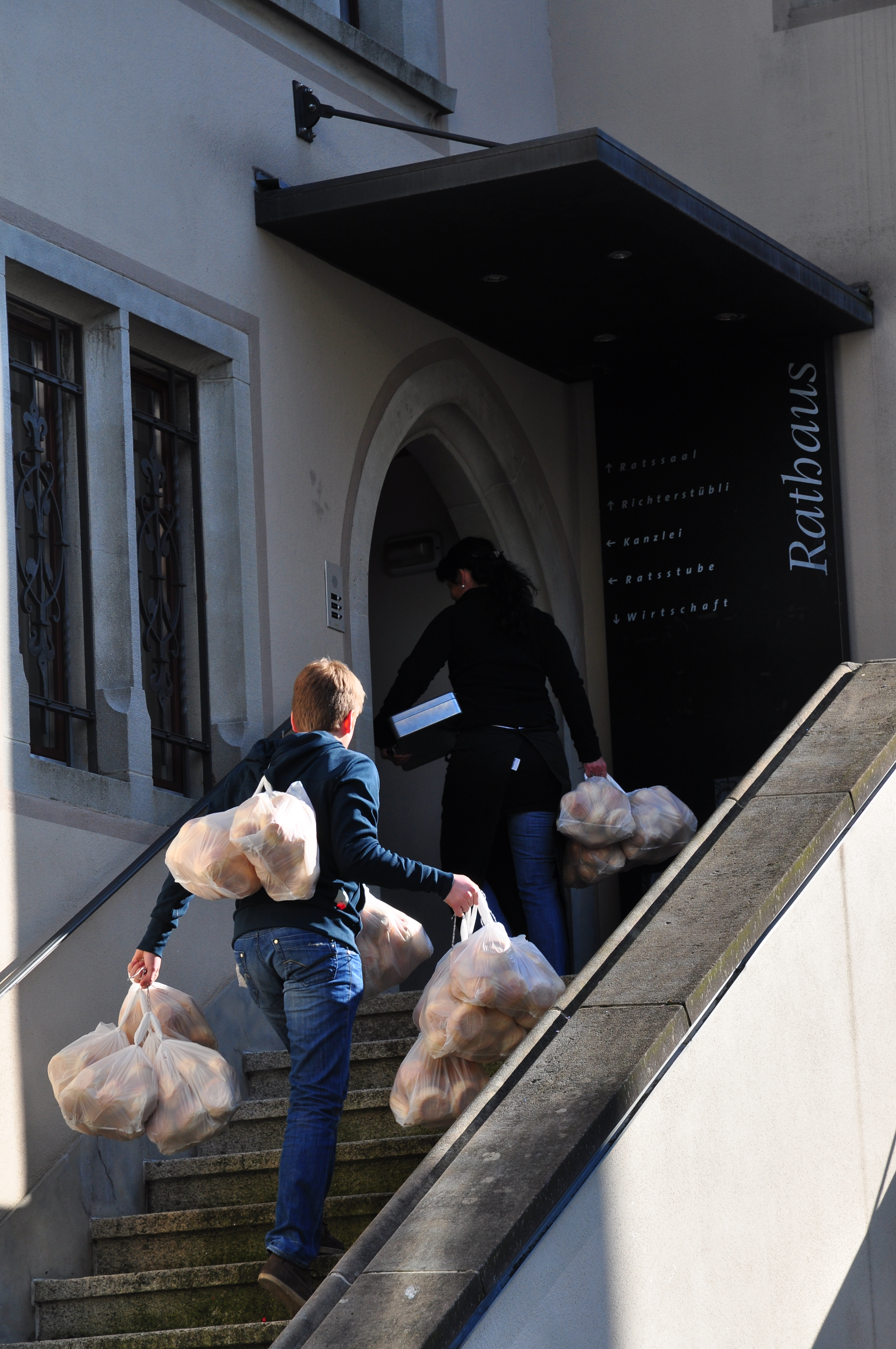
Vorbereitungen am Hintereingang des Rathauses
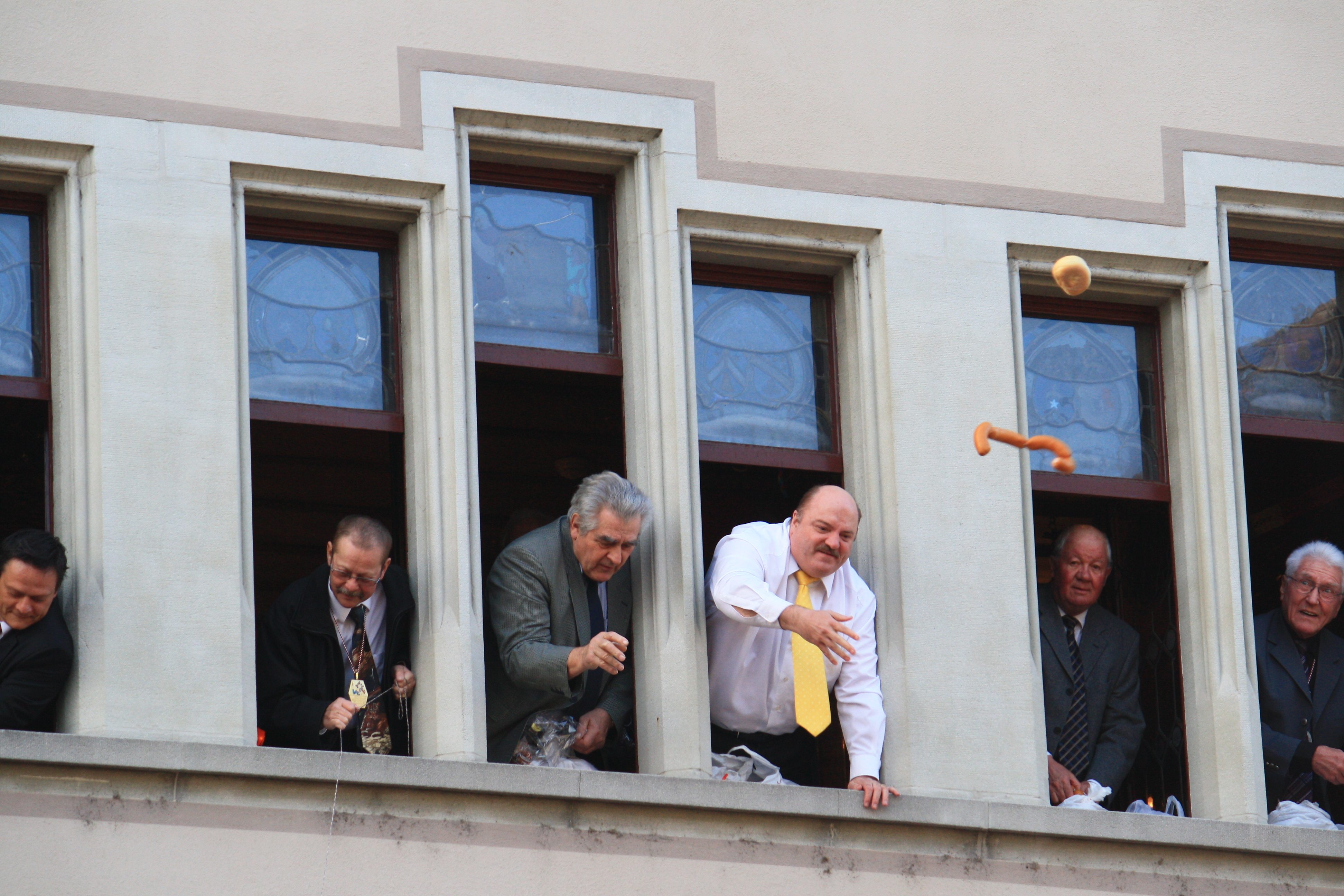
Verteilete durch die Ratsmitglieder
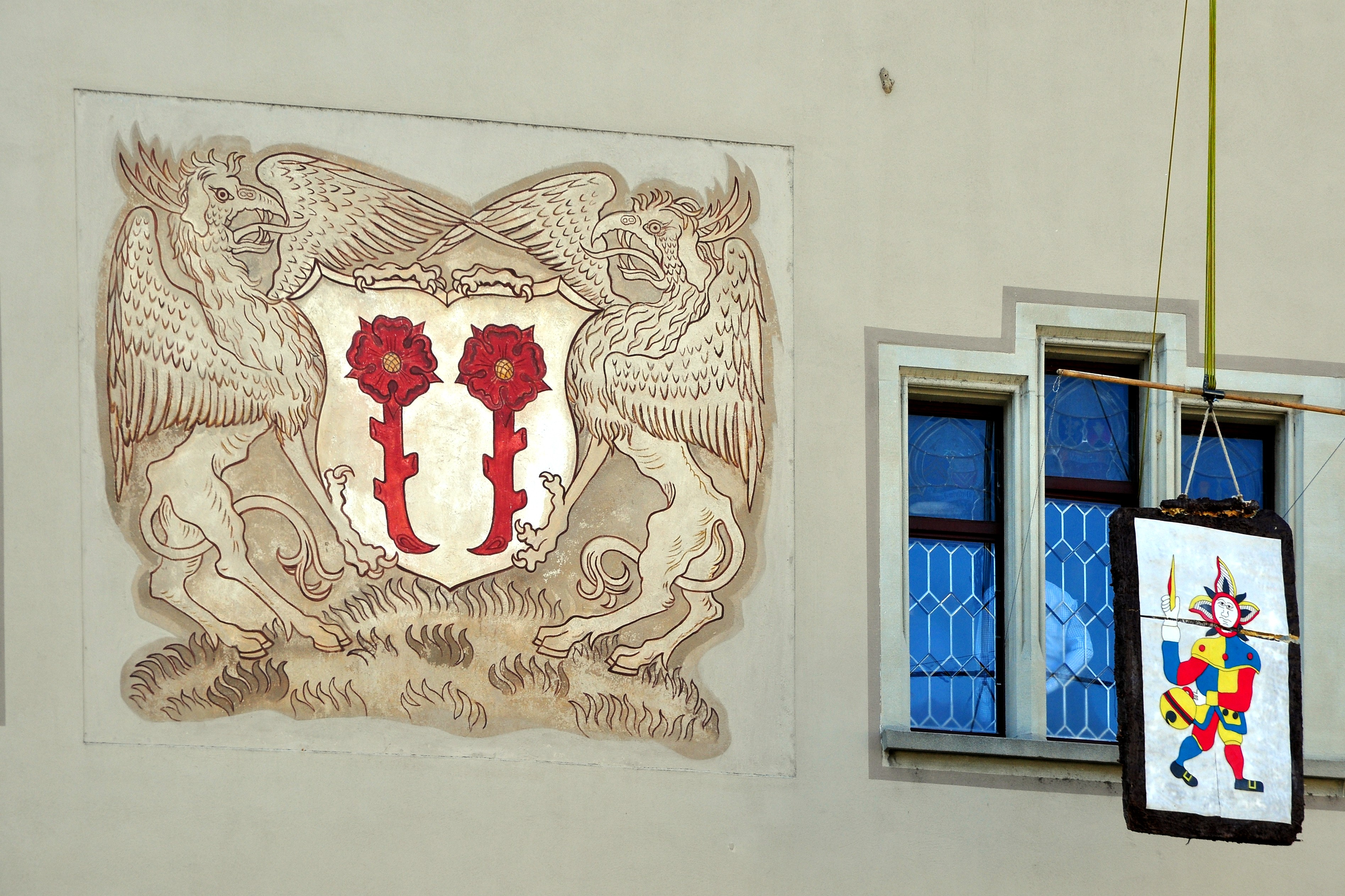
Sinnbild für einen Geissbock?
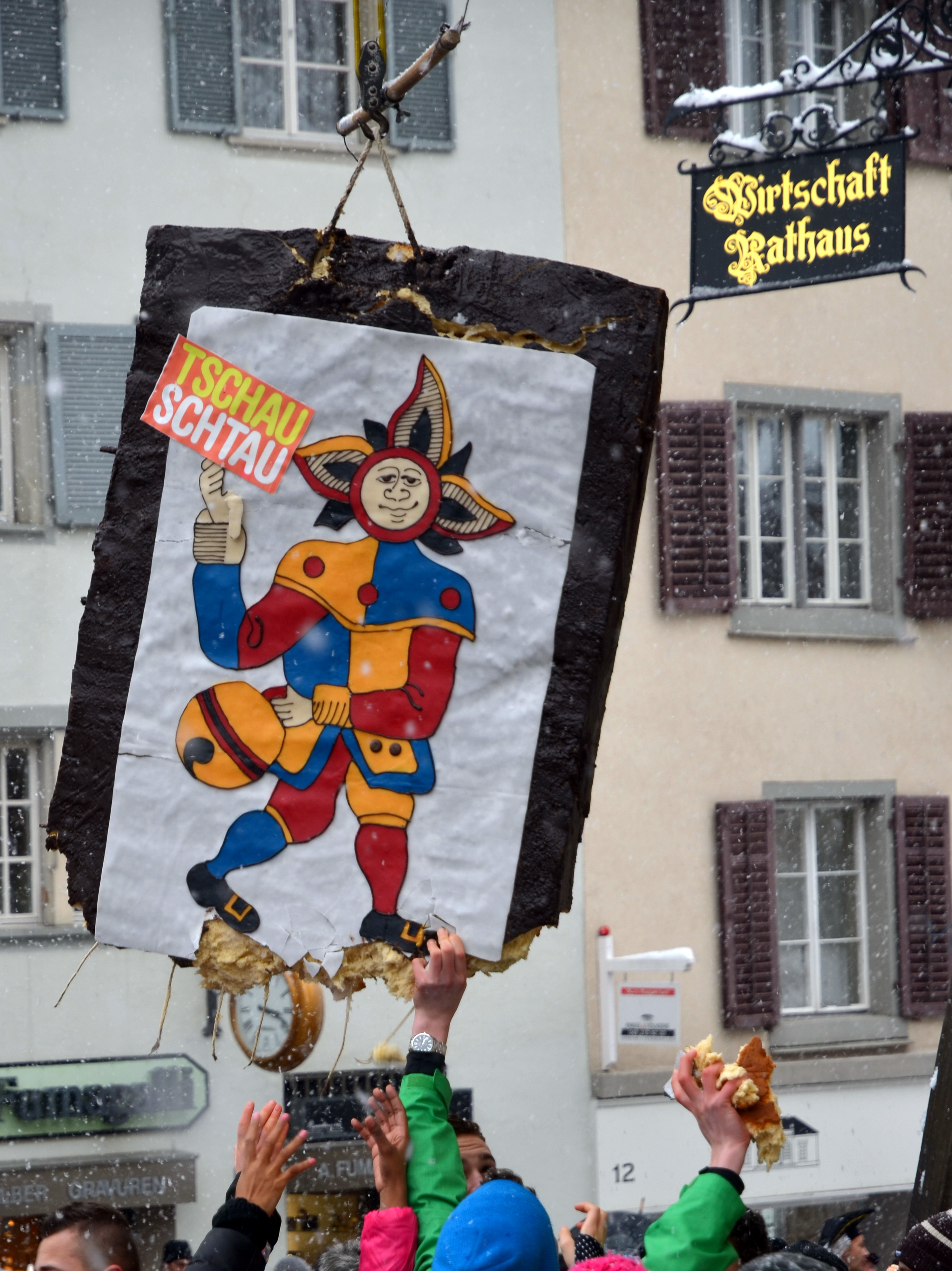
... und seine Bestimmung

Eine weitere Rolle spielt ein überdimensionierter Lebkuchen, der mittels einer Seilwinde am Dachfirst des Rathauses befestigt ist und langsam herabgelassen und wieder hinaufgezogen wird, bis die Geschicktesten der Versammelten diesen in kleinen und grösseren Stücken heruntergerissen haben.
Zum Abschluss veranstalten die lokalen Guggenmusik-Ensembles ein kleines Monsterkonzert auf dem Hauptplatz, mit einem anschliessenden Umzug zum Schlosshof und Darbietungen während des Abends in den Gaststätten der Altstadt.

## Verwendete Begriffe in Rapperswiler Mundart
- Eis-zwei-Geissebei[3] : Eins-zwei-Ziegenbein (oder Ziegenbock-Bein)
- Sind alli mini Buebe doo? : Sind alle meine Buben (Knaben, sinngemäss Kinder) hier?
- Joo! Eis ... : Ja! Eins ...
- Austeilete : Austeilen, Verteilen, sinngemäss Verschenken
- Weggli : üblicherweise aus Weissmehl hergestellte Semmeln
- Zytturm : Zeitturm/Uhrturm des Schlosses mit zwei grossen Zifferblättern, Sonnenuhr und Glockengeläut